# Comparación de los servicios de alojamiento de archivos
Esta es una comparación de los servicios de alojamiento de archivos que están activos actualmente.
Los servicios de alojamiento de archivos son un tipo particular de almacenamiento de archivos en línea; sin embargo, varios productos diseñados para el almacenamiento de archivos en línea pueden no tener funciones o características que tienen otros creados para compartir archivos.

## Servicios de alojamiento de archivos
| Alojamiento web             | Tamaño de almacenamiento | Tamaño máximo del archivo                                                                                  | Límite de tráfico o de ancho de banda | ¿Carga remota?                      | ¿API para desarrolladores?           | ¿Es posible la carga por FTP?                  | Versiones de archivos                    | Sigue los enlaces simbólicos | Cifrado en el lado del cliente | GB gratuitos (sólo número) | ¿Soporte de sólo apéndices? | ¿Soporte de la política del ciclo de vida? | Notas varias |
| --------------------------- | --- | --- | --- | ----------------------------------- | ------------------------------------ | ---------------------------------------------- | ---------------------------------------- | ---------------------------- | ------------------------------ | -------------------------- | --- | ------------------------------------------ | --- |
| Amazon Drive                | 5 GB por 3 meses de prueba gratuita, hasta 30 TB de pago | 2 GB de carga a través de la web, 50 GB por archivo a través de la aplicación Drive y clientes de terceros | Límites de Amazon S3 | No                                  | Sí                                   | No                                             | No                                       | ?                            | ?                              | 5                          | |                                            | 5 GB gratuitos para todo el mundo, excepto México y China. |
| Amazon S3                   | 5 GB de prueba gratuita durante 12 meses con tarjeta de crédito (ancho de banda de pago), ilimitado de pago | 5 GB por archivo, sin límite de archivos por cubo                                                          | Límites de Amazon S3 | No                                  | REST, SOAP                           | ?                                              | Sí                                       | ?                            | ?                              | 0                          | |                                            | No disponible |
| Backblaze B2                | 10 GB gratuitos, sin límite pagando | ? | ? | ?                                   | Sí                                   | ?                                              | Sí                                       | ?                            | ?                              | 10                         | fileWrite permite que los archivos existentes se conviertan en "ocultos", que pueden ser eliminados con la regla de ciclo de vida daysFromHidingToDeleting | Sí                                         | |
| Baidu Cloud                 | 2 TB (6 GB gratuitos) | 4 GB gratuitos, 20 GB de pago                                                                              | El límite de tráfico no es estable, después de superar el límite de tráfico, hay un ancho de banda limitado a 500 KB/s y luego 10 KB/s después de otro límite de tráfico. | Sí                                  | Sí                                   | No                                             | No                                       | No                           | ?                              | 6                          | |                                            | Actualmente sólo en China |
| BorgBase                    | 10 GB gratuitos, ilimitados pagando. | ? | ? | ?                                   | Sí                                   | ?                                              | ?                                        | ?                            | Sí (opcional)                  | 10                         | Sí | ?                                          | Alojamiento para repositorios Borg, no un servicio de alojamiento de archivos en general                                                                                         |
| Box                         | prueba gratuita, 100 GB de pago (Starter), Unlimited Business, Unlimited Enterprise | 250 MB gratuitos en Personal, 5 GB en Personal de pago, 5 GB en Business, 5 GB en Enterprise               | 10 GB/mes gratis, 2 TB/mes de pago | 30 MB por archivo a través de IFTTT | Sí                                   | Sólo para clientes comerciales y empresariales | Algunos (prémium)                        | No                           | ?                              | 10                         | |                                            | No sincroniza archivos de Mac como iWork (Keynote, etc). No es compatible con el sistema operativo Linux. 50 GB gratuitos con Sony Xperia o HP Spectre 13                        |
| CloudMe                     | 3 GB gratuitos, +500 MB por referencias hasta 16 GB, 500 GB de pago | 150 MB gratuitos, ilimitados en prémium                                                                    | Ninguno | No                                  | REST, SOAP, WebDAV                   | No                                             | Raramente (60 días)                      | ?                            | ?                              | 3                          | |                                            | Centrado principalmente en los archivos multimedia, la sincronización y la copia de seguridad con el uso compartido de la web.                                                   |
| Dropbox                     | 2 GB gratuitos, +500 MB por referencias hasta 18 GB; 1 TB, 2 TB o ilimitado de pago | 10 GB, sin límites usando aplicación cliente                                                               | 20 GB/día gratis, 200 GB/día de pago | No                                  | Sí                                   | No                                             | 30 días por defecto, 1 año con extensión | Sí                           | No                             | 2                          | |                                            | Sincronización, copia de seguridad y websharing. Soporta Linux OS, 25 GB gratis con HTC Sense 4 y 5, 100 GB gratis con un dispositivo Samsung                                    |
| Google Drive                | 15 GB gratuitos, de 100 GB a 30 TB de pago; almacenamiento ilimitado para G Suite Business (1 TB por usuario si hay menos de 5 usuarios).                                                                                       | 5 TB | 750 GB/día de subida, 10 TB/día de descarga | No                                  | OAuth2                               | No                                             | Sí                                       | No                           | No                             | 15                         | |                                            | Espacio adicional por tiempo limitado con algunos dispositivos y servicios. |
| IBM Connections Files Cloud | 1 TB de pago (60 días de prueba gratuita) | 2 GB | Ninguno | No                                  | CMIS, REST, Atom (estándar) y OAuth2 | No                                             | Sí                                       | ?                            | ?                              | 5                          | |                                            | La suscripción cuesta 6 dólares al año |
| Apple iCloud                | 5 GB gratuitos, 50 GB a 2 TB de pago | 50 GB | 200/400/600 GB mensuales | No                                  | Sí                                   | No                                             | Parcialmente                             | No                           | ?                              | 5                          | |                                            | 25 GB para las suscripciones a cuentas anteriores de MobileMe |
| Jumpshare                   | 2 GB gratuitos, 1 TB de pago | 250 MB gratuitos, ilimitado pagando                                                                        | 5 GB al mes gratis, 200 GB al mes en el plan de pago | Sí                                  | ?                                    | ?                                              | ?                                        | ?                            | No                             | 2                          | |                                            | Compartir archivos en tiempo real con utilidades integradas para capturas de pantalla, transmisiones de pantalla, notas y clips de voz.                                          |
| MediaFire                   | 10 GB, +50 GB por referidos hasta cuentas Pro de 1 TB; cuentas Business de 100 TB | 20 GB | 10 TB pro plan, los planes Business reciben una cantidad de ancho de banda al mes igual a diez veces el espacio de almacenamiento de la cuenta.                           | Sí                                  | Sí                                   | No                                             | Sí                                       | ?                            | Sí                             | 10                         | |                                            | Posibilidad de reanudar las descargas interrumpidas. |
| Microsoft OneDrive          | 5 GB gratuitos (desde el 31 de enero de 2016) +500 MB gratuitos por referencias de hasta 5 GB; 200 GB de pago. 1 TB con cuenta de pago de Office 365 por defecto, puede registrar 5 cuentas para obtener hasta 5 TB combinados. | 100 GB | Ninguno | Sí                                  | Sí                                   | No                                             | Sí (sólo archivos de Office)             | No                           | ?                              | 5                          | |                                            | La función Sincronizar archivos permite el acceso remoto a los archivos en Windows con OneDrive instalado 25 GB gratuitos para las cuentas con antigüedad previa a abril de 2012 |
| Alojamiento web             | Tamaño de almacenamiento | Tamaño máximo del archivo                                                                                  | Límite de tráfico o de ancho de banda | ¿Carga remota?                      | ¿API para desarrolladores?           | ¿Es posible la carga por FTP?                  | Versiones de archivos                    | Sigue los enlaces simbólicos | Cifrado en el lado del cliente | GB gratuitos (sólo número) | ¿Sólo soporte de apéndices? | ¿Soporte de la política del ciclo de vida? | Notas varias |